# تأثير جلاسر
تأثير جلاسر يصف تكوين المتفردات في مجال تدفق البلازما المحصورة مغنطيسياً عندما تعدل الاضطرابات الرنانة الصغيرة تدرج مجال الضغط، اقترحت لأول مرة على يد العالم جلاسر في عام 1975م ما زال وضوح هذه المتفردات مجالاً للبحث المستمر.

## روابط خارجية
- فيزياء البلازما المنحصرة مغناطيسيا (إنجليزي)